# ران دیویدسون
ران دیویدسون (انگلیسی: Ron Davidson؛ زادهٔ ۱۶ ژوئیهٔ ۱۹۵۸) بازیکن هاکی روی یخ اهل کانادا است.